# Cedre Gouraud
El cedre Gouraud és un cedre d'uns 900 anys al bosc de cedres entre Ougmas i Azrou, a prop d'Ifrane, al Marroc, considerat el cedre de l'Atles més antic del món. És un gran arbre de 35 m d'alçada, amb un tronc de 10 m de perímetre, i amb una branca molt considerable i característica en forma de canelobre.
Porta el nom del general francès Henri-Joseph-Eugène Gouraud (1867-1946), que fou qui el va descobrir per al món occidental entre 1912 i 1914, quan era sots-comandant de les forces franceses que van instituir el Protectorat francès del Marroc i que quedà impressionat per les seves dimensions.

## Situació
El cedre es troba a 9 km a l'est d'Azrou, 20 km al sud d'Ifrane i 90 km al sud de Fes. Dona nom al bosc on es troba (bosc del cedre Gouroud). Es diu que té entre 800 i 900 anys i, per aquest motiu, és el cedre d'Atles més antic del món. Fa 35 metres d'alçada, el tronc té un perímetre de 10 m i el que era la corona tenia una forma característica de canelobre. Està mort des del 2003, però es manté en peu.
El cedre i els voltants són un lloc turístic popular, on hi ha algunes botigues turístiques i s'organitzen excursions a ruc o a peu per veure el bosc i els micos relativament nombrosos de mico de Gibraltar (o Barbaria, Macaca sylvanus). Es tracta d'una espècie en perill d'extinció, i els d'aquesta zona s'han acostumat a demanar i robar menjar als turistes. Els arbres estan molt afectats per les plagues de larves processionàries (Thaumetopoea pityocampa). El bosc en general també pateix un sobrepasturatge i l'explotació de mel silvestre, l'extracció de la qual consisteix a fer foc al costat dels troncs de cedre.
Per creure en algunes històries la fiabilitat de les quals és difícil de determinar, el que es marca com a cedre de Gouraud no és l'"original". De fet, hi ha diversos cedres de dimensions similars i hi ha qui diu que els locals van canviar el signe. També hi ha una història que diu que el cedre "real" de Gouraud hauria caigut a principis del segle XX i llavors tindria 1.080 anys. També hi ha qui diu que als voltants hi hauria un altre cedre monumental que portaria el nom del comandant de Gouraud, Hubert Lyautey.